# Казанский кремль
Каза́нский кремль (тат. Казан кремле, Казан кирмәне) — древнейшая часть и цитадель Казани, комплекс архитектурных, исторических и археологических памятников, раскрывающих многовековую историю города: археологические остатки первого (XII—XIII вв.), второго (XIV—XV вв.) и третьего городищ (XV—XVI вв.), собственно белокаменный кремль, ряд храмов и зданий, имеющих большую историко-архитектурную и культурную ценность.
Официальная резиденция Главы Республики Татарстан; объект Всемирного наследия ЮНЕСКО с 2000 года и культурного наследия России федерального значения. Главная городская достопримечательность и «визитная карточка» Казани.
Расположен на мысу высокой террасы левого берега Казанки на участке её течения в центре города, за более чем километр от её устья. Территория кремля представляет в плане неправильный многоугольник, повторяющий очертания кремлёвского холма, вытянутый с северо-запада, от реки Казанки, на юго-восток, к Площади 1 мая. Продольные стены и склоны выходят к площадям Тысячелетия (юго-западные) и Дворцовой (северо-восточные).

## История

### Древнейшая история
До наших дней не сохранилось письменных свидетельств возникновения кремля, но, по официальной версии, город Казань был основан в начале X века. В начале своего существования кремль именовался Керман (тат. Кирмән). Какие-либо письменные источники на этот счёт отсутствуют.

### XII—XIV века. Булгарская крепость
Наиболее ранние археологические находки были обнаружены в северной части казанского кремля, ближе к Казанке, там где находилось древнейшее булгарское укрепленное поселение и позднее, в течение столетия, крепость Казанского ханства. Исследователи расходятся относительно датировки деревянных крепостных сооружений древнейшего периода: некоторые полагают, что булгарское торговое поселение было укреплено уже в X веке, другие — только в XII веке. Относительно характера укреплений учёные также расходятся, одни полагают, что каменные стены частично были возведены уже в XII веке, другие полагают, что лишь в XV или в XVI веке, после реконструкции кремля по указу Ивана Грозного псковскими зодчими.
Со 2-й половины XIII века до 1-й половины XV века кремль превращается в центр Казанского княжества (велайета) в составе Золотой Орды: в 1236 году монгольские орды во главе с Батыем вторглись в пределы Волжской Булгарии и разорили столицу Булгар, а в 1240 году Волжская Булгария окончательно оказалась в подчинении Золотой Орды. Часть булгар бежала в районы Казанки и основали Иске-Казань, город в 45 километрах от Казани. В 1370 году булгарский князь Хасан заложил основу крепости на месте современного Казанского кремля, служившей резиденцией булгарских князей до 1445 года.

### XV — первая половина XVI века. Ханская крепость

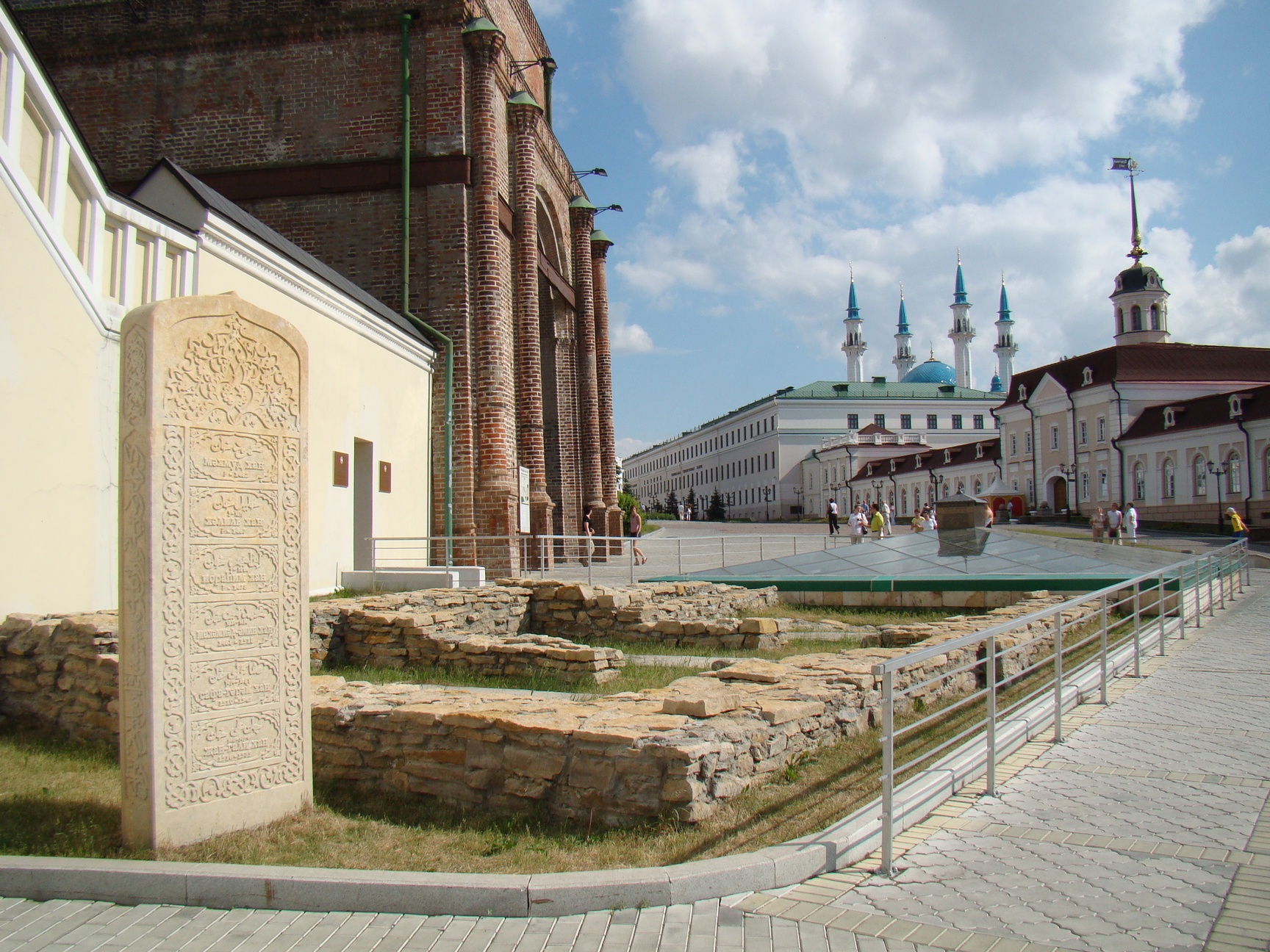
Памятный знак у фундамента ханского мавзолея рядом с башней Сююмбике

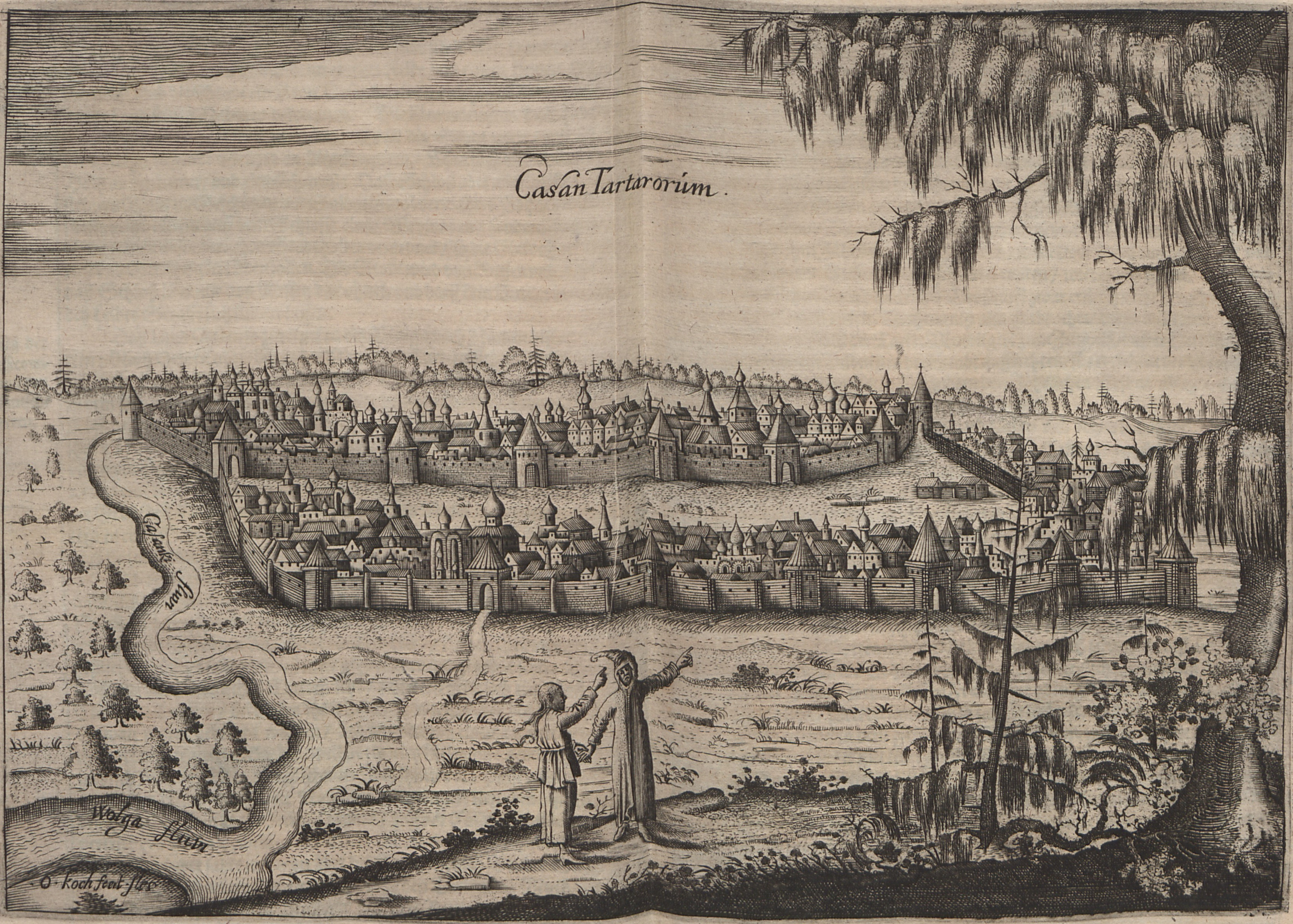
Кремль на гравюре Олеариуса, 1630 г.

После распада Золотой Орды — кремль стал центром Казанского ханства, просуществовавшего с 1445 года по 1552 год. Осенью 1445 года ордынский хан Улу-Мухаммед с отрядом в 3 000 воинов захватил Казань, казнил булгарского князя Алимбека, основав таким образом Казанское ханство на руинах Волжской Булгарии, и вскоре возобновил ордынскую систему сбора дани с Московского княжества.
Ханская цитадель (Арк) была обнесена дубовыми (возможно местами каменными) стенами, толщиной до 9 метров с 4 проездными башнями: Нур-Али (Муралеевы), Елбугины, Большие и Тюменские ворота. Илистый Булак (от тат. «рукав», протока, соединявшая реку Казанку и озеро Кабан) защищал крепость с запада; а с наименее защищённой юго-восточной стороны крепость была огорожена глубокими рвами. В комплекс ханского двора входили сам дворец (возможно, Большая палата согласно Писцовой книге), Ханская мечеть с мавзолеями (ханов Махмуда, Мухаммед-Эмина и др.), административные и хозяйственные постройки.
Андрей Курбский оставил такое описание Казани: «а от Казань-реки гора так высока, иже оком воззрити прикро; на ней град стоит и палаты царские и мечети зело высокие, мурованные, идеже их умершие царие клались, числом памятимися, пять их…» («мурованные» — каменные).
Соборная мечеть имела, по преданию, 8 минаретов, при мечетях находились медресе и мавзолеи (дюрбе). Есть все основания полагать, что внешний облик мечетей был сходен с каменными строениями того же времени в Касимове и Булгаре, где гладкие плоскости стен контрастируют с изящными резными и керамическими вставками элементов декора. Также известно о нахождении внутри Кремля мечети Нур-Али (ближе к современной Тайницкой башне) и, возможно, Отучевой мечети.
Тезицкий (араб. тезик — «купец») ров отделял ханскую цитадель от южной части, где застройка была деревянной. Здесь селились приближённые хана и находилось кладбище. За крепостными стенами на правом берегу Булака находились Даировы бани (тат. Тәһир мунчасы).

### Вторая половина XVI века. Строительство каменного кремля

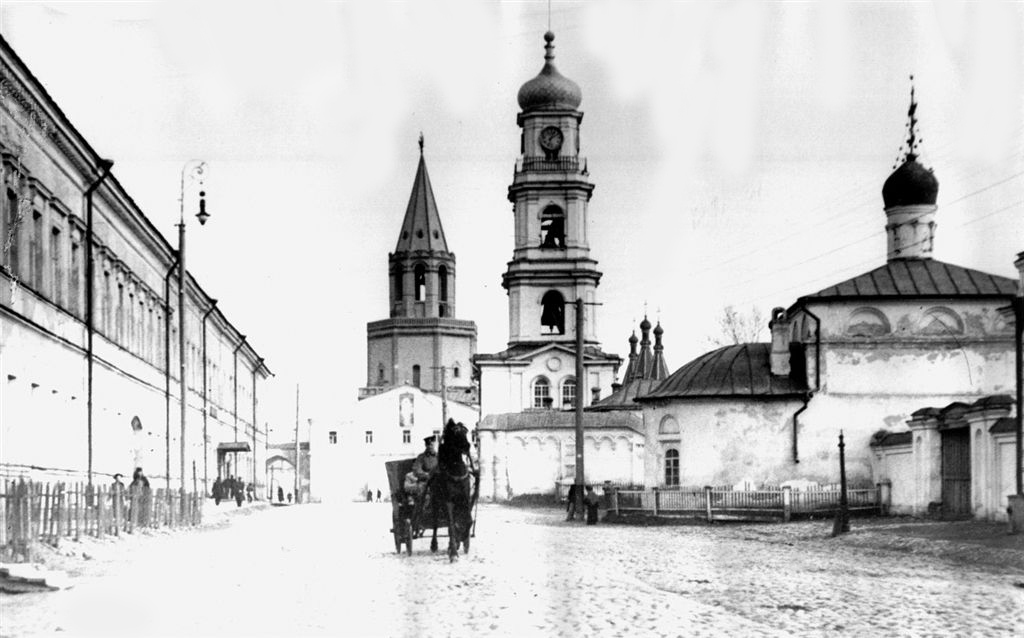
Церковь святых Киприана и Иустинии (XVI век, разрушена после 1917 года); на заднем плане — колокольня Спасского монастыря

После осады Казани Иваном Грозным в 1552 году крепость лежала в руинах. Для строительства нового белокаменного кремля царь призвал псковских зодчих Постника Яковлева и Ивана Ширяя (строителей храма Василия Блаженного), как повествует летопись «Стены градные разбитые и горелые государь назидати повеле», для чего псковским старостам «да с ними церковному и городовому мастеру Постнику Яковлеву да каменщикам псковским Ивашку Ширяю со товарищи к весне в Казани новый город Казань делати, прибрати двести человек псковских каменщиков, стенщиков да ломцев, сколько будет человек пригоже». Крепость была значительно расширена, 6 башен (из 13) построили из камня (пять были проездными), но в XVI веке удалось лишь на треть заменить деревянные стены (общей протяжённостью 1800 метров) каменными и большую часть стен и башен кремля возвели из дуба. Только в начале XVII века происходит окончательная замена деревянных оборонительных сооружений Казанского кремля на каменные.

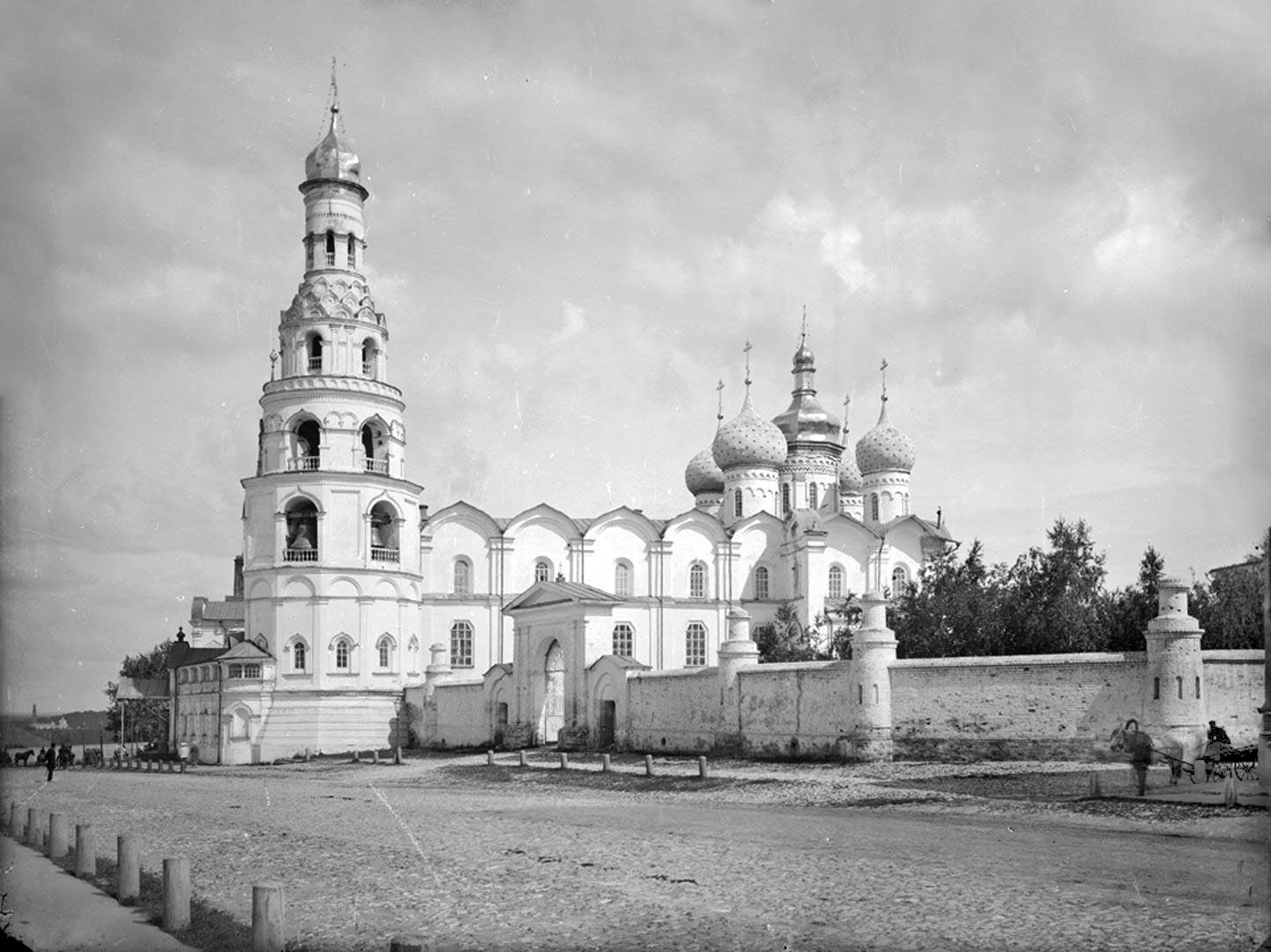
Благовещенский собор и колокольня в начале XX в.

Вместе с возведением стен псковские мастера построили и первые православные храмы Казанского кремля: Благовещенский собор, церковь святых Киприана и Иустины, церковь Дмитрия Солунского у Дмитриевской башни, Спасская (в честь иконы Нерукотворного Образа) церковь у Спасской башни, а также два монастыря — Троице-Сергиевский с деревянными Троицкой и Сергиевской церквями и Спасо-Преображенский, с каменной церковью Николы Ратного, а также каменным, из тёсаного известняка, подклетом деревянного (в XVI веке) Преображенского собора.
Долгое время (более полутора веков) в Казанском кремле сохранялось пять каменных зданий ханского времени (ханская мечеть, ханский дворец и мавзолеи), используемых в качестве складских помещений для хранения оружия и боеприпасов, но со временем за ветхостью они были разобраны. Англичанин Джайлс Флетчер оставил примечательные воспоминания о российских кремлях в XVI веке: «четыре крепости — Смоленская, Псковская, Казанская и Астраханская — построены весьма хорошо и могут выдержать всякую осаду… их почитают неприступными».
Интересное свидетельство кремля и города рубежа веков оставил в 1599 году направленный к царю Борису Годунову секретарь персидского посольства Орудж-бек (впоследствии принявший в Испании христианство и далее известный как Дон Хуан Персидский): «Мы прибыли в очень большой город, принадлежащий русскому царю. Он называется Казань и имеет более пятидесяти тысяч жителей-христиан. В городе множество церквей и в них столько больших колоколов, что в канун праздника невозможно заснуть. … Все дома этого города деревянные, но есть большая и сильная крепость с каменными стенами; в ней находится весьма значительное число ратников, которые ночью держат посты — всё равно как в Испании, Италии и Фландрии».

### XVII век
После пожара 1672 года в кремле началось кирпичное строительство, ряд башен, в том числе Спасская, были значительно перестроены московскими (судя по стилистическим критериям) зодчими.

### XVIII век

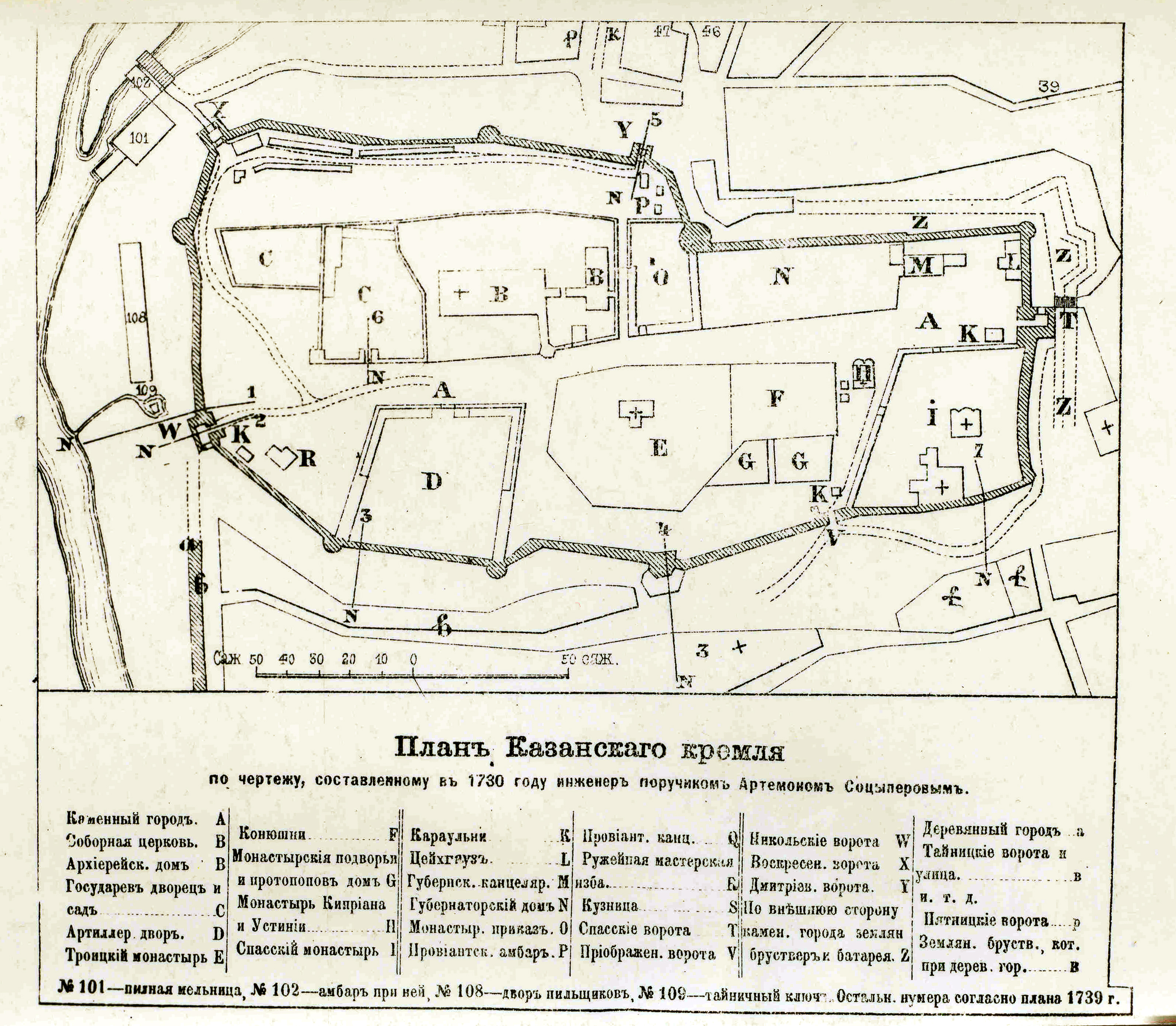
План Казанского кремля 1730 г.

Вследствие расширения российского государства казанский кремль утратил военную функцию, однако укрепился как административный и культурный центр Поволжья. В 1708 году была образована Казанская губерния, что отразилось и на архитектурном облике кремля, в течение последующих столетий в нём были возведены Губернаторский дворец, здания присутственных мест, юнкерское училище, новый архиерейский дом, здание духовной консистории, значительно реконструирован Благовещенский собор.
Пугачёвское восстание 1773—1775 годов вновь обратило казанский кремль в крепость, которую восставшие обстреливали пушками в течение двух дней. 14 июля 1774 года войска Емельяна Пугачёва были вынуждены отступить от Казани. Тем не менее, Емельян Пугачёв всё же побывал в кремле Казани — он содержался там в одном из казематов перед отправкой на казнь в Москву.
С 1774 года архитектор В. И. Кафтырев начал воплощать в жизнь высочайше утверждённый регулярный план городской застройки Казани, в котором предусматривалось возведение в кремле ансамбля Присутственных мест. Началась комплексная застройка прилегающих к кремлю площадей и улиц. Он стал её отправной точкой — от него радиально отходили широкие улицы.

### XIX век

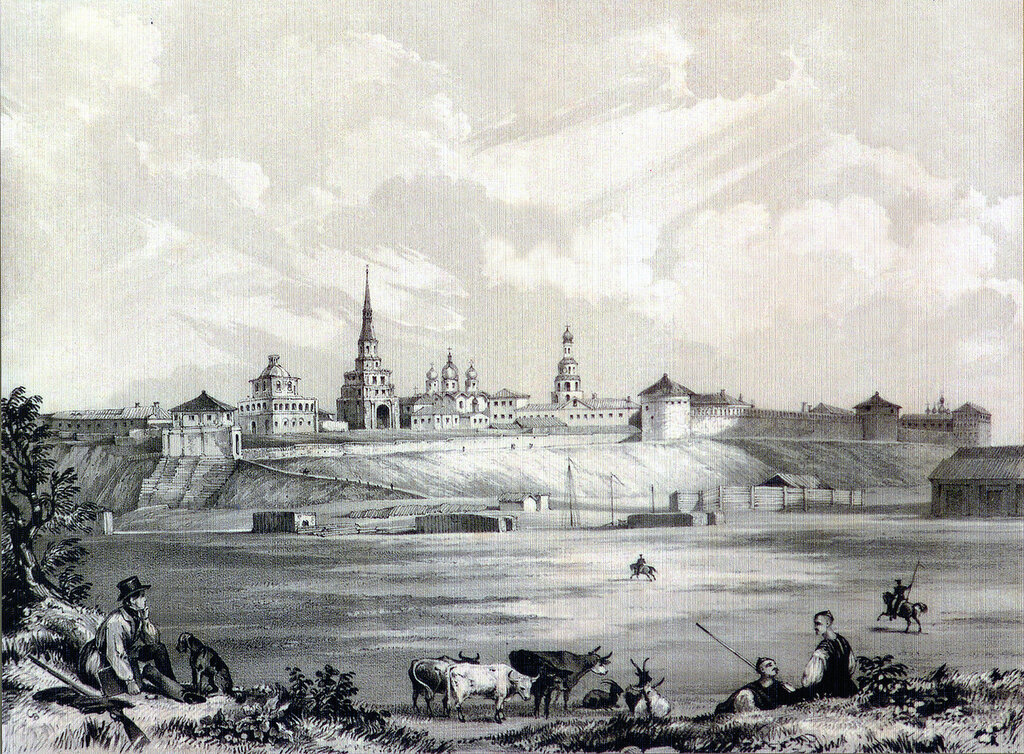
Кремль на гравюре Эдварда Турнерелли, 1839 г.

В 1800 году издатель и просветитель Максим Невзоров оставил описание главной крепости обширной Казанской губернии: «В ней находится соборная Благовещенская церковь, Спасо-Преображенский 2-го класса мужской монастырь, церковь Киприана и Иустины, архиерейский дом с духовною консисториею, присутственные места и соединенный с ними генерал-губернаторский дом со всеми службами, артиллерийский цейхгауз, гауптвахта, старый оберкомендантский дом, колодничьи казематы, деревянные старые провиантские и соляные магазины».
Во время Наполеоновского нашествия, на территории Казанского кремля действовал завод по изготовлению и ремонту пушек, а также арсенал, упразднённый в 1850 году. К концу XIX века сложился как сам внутренний архитектурный комплекс кремля, так и окружавший его современный городской ансамбль.

### XX век

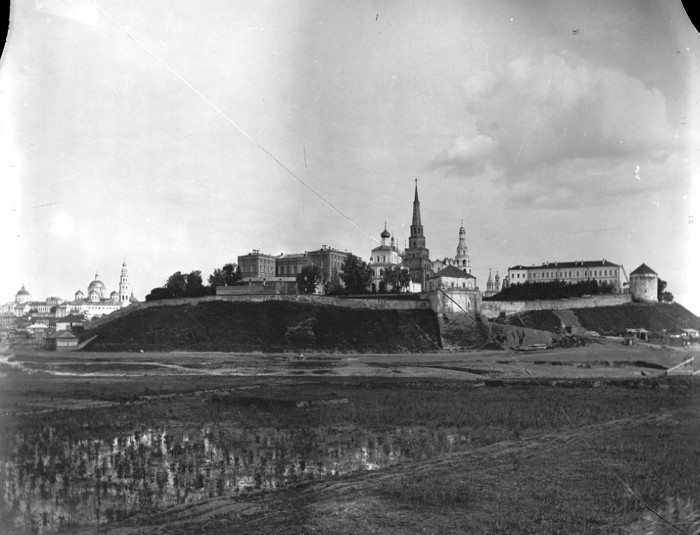
Кремль в 1911 г.

После революции 1917 года, в 1920—1930-х годах, в период борьбы с религией, в Казанском кремле были разрушены колокольня и соборный храм Спасского монастыря, колокольня Благовещенского собора, церковь святых Киприана и Иустинии, Спасская часовня при Спасской башне, утрачены иконостасы, чтимые иконы и реликвии кремлёвских церквей. В советский период продолжается археологическое изучение кремля (с 1917 года: Н. Бороздин, Н. Калинин, с 1976 года — А. X. Халиков), начатое ещё в XIX веке профессором Казанского университета Н. П. Загоскиным, П. А. Пономаревым и другими казанскими краеведами. В 1960-е была образована Татарская реставрационная мастерская.
С образованием Республики Татарстан в 1992 году казанский кремль становится резиденцией Президента Республики Татарстан.

Вид на Казанский кремль в 1975 году

В 1993—1994 годах были разработаны «Основные направления реконструкции и развития комплекса Казанского Кремля». 22 января 1994 года указом президента Республики Татарстан создаётся Государственный историко-архитектурный и художественный музей-заповедник «Казанский Кремль», положивший начало планомерному научному изучению и реставрации комплекса Кремля. Была отреставрирована большая часть оборонительных стен, а также три башни — Преображенская, Тайницкая, Воскресенская. Основания четырёх ранее обрушившихся и разобранных башен были изучены археологами, после чего была выполнена их консервация и музеефикация. Также консервации с музеефикацией подверглись несколько объектов XV—XVI веках в древней части Кремля: археологические остатки одного из представительских зданий из комплекса ханского двора, ханской мечети, усыпальницы казанских ханов. Было начато возведение мавзолея для перезахоронения останков ханов, извлеченных во время раскопок.

Празднование свадьбы в 1975 году на фоне реконструируемого Кремля

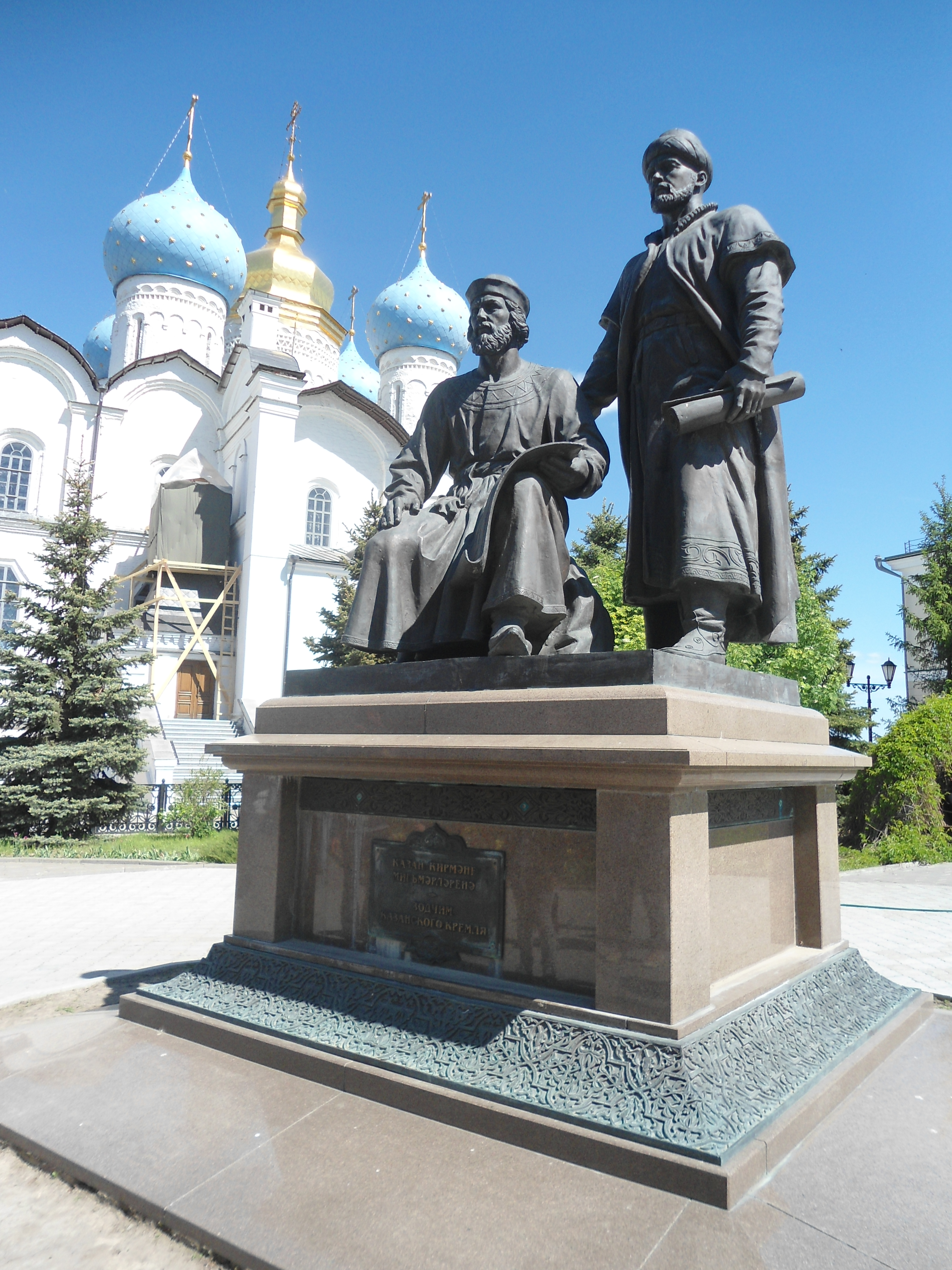
Памятник зодчим Казанского кремля

В ходе раскопок был также обнаружен погост Троицкого монастыря, некрополь и «пещерка» Спасо-Преображенского монастыря, где под толщей асфальта и щебня (после взрыва Преображенского собора в 1930 г.) сохранились захоронения местночтимых казанских святых. С помощью укрепления фундаментов удалось остановить падение башни Сююмбике (с отклонением от оси почти на 2 метра). В это же время полностью отреставрирован губернаторский дворец (с возрождением дворцовой анфиладной планировки и парадной площади перед главным фасадом) и Дворцовая церковь, а также четыре здания, входящие в комплекс Пушечного двора. В комплексе Архиерейского двора отреставрирован кафедральный Благовещенский собор.
В 1995 году начались работы по воссозданию легендарной мечети Кул-Шариф и реставрации интерьеров: раскрытию фресок, воссозданию иконостаса кафедрального Благовещенского собора. Под собором был расчищен подземная церковь во имя «Всех святых» с некрополем Казанских архиереев, отреставрирована келья первосвятителя казанского Гурия, примыкающая к собору с юга. Комплекс мечети был изначально запланирован как культовый, культурно-просветительский и мемориальный центр, поэтому в нижнем этаже здания разместили Музей Ислама.
30 ноября 2000 года на сессии Комитета по Всемирному наследию ЮНЕСКО был включён в список Всемирного наследия ЮНЕСКО.
Казанский кремль вобрал в себя достижения татарского и русского градостроительного искусства, в память об этом в кремле в сквере у Благовещенского собора поставлен памятник зодчим Казанского кремля.
Для Кремля и его главных объектов устроена эффектная вечерняя подсветка. Панорамные классические виды на Кремль открываются с площадей Тысячелетия (главной в городе) и Дворцовой, а также с Кремлёвской дамбы.

## Архитектурный ансамбль Казанского кремля
1. Спасская проездная башня

2. Юго-западная круглая башня

3. Преображенская проездная башня

4. Многогранная башня (не сохранилась)

5. Безымянная круглая башня

6. Северо-западная круглая башня (не сохранилась)

7. Тайницкая проездная башня

8. Северная круглая башня (не сохранилась)

9. Воскресенская проездная башня

10. Северо-восточная круглая башня (не сохранилась)

11. Дмитриевская проездная башня (не сохранилась)

12. Консисторская круглая башня

13. Юго-восточная круглая башня

14. Благовещенский собор

15. Церковь Николы Ратного Спасо-Преображенского монастыря

16. Преображенский собор Спасо-Преображенского монастыря (не сохранился)

17. Гауптвахта

18. Башня Сююмбике

19. Дворцовая церковь

20. Губернаторский дворец

21. Северный корпус Артиллерийского двора

22. Консистория

23. Архиерейский дом

24. Главный (восточный) корпус Артиллерийского двора

25. Юнкерское училище

26. Манеж

27. Губернская канцелярия (Здание присутственных мест)

28. Мечеть Кул-Шариф

29. Западный корпус Артиллерийского двора

30. Южный корпус Артиллерийского двора

### Стены и башни

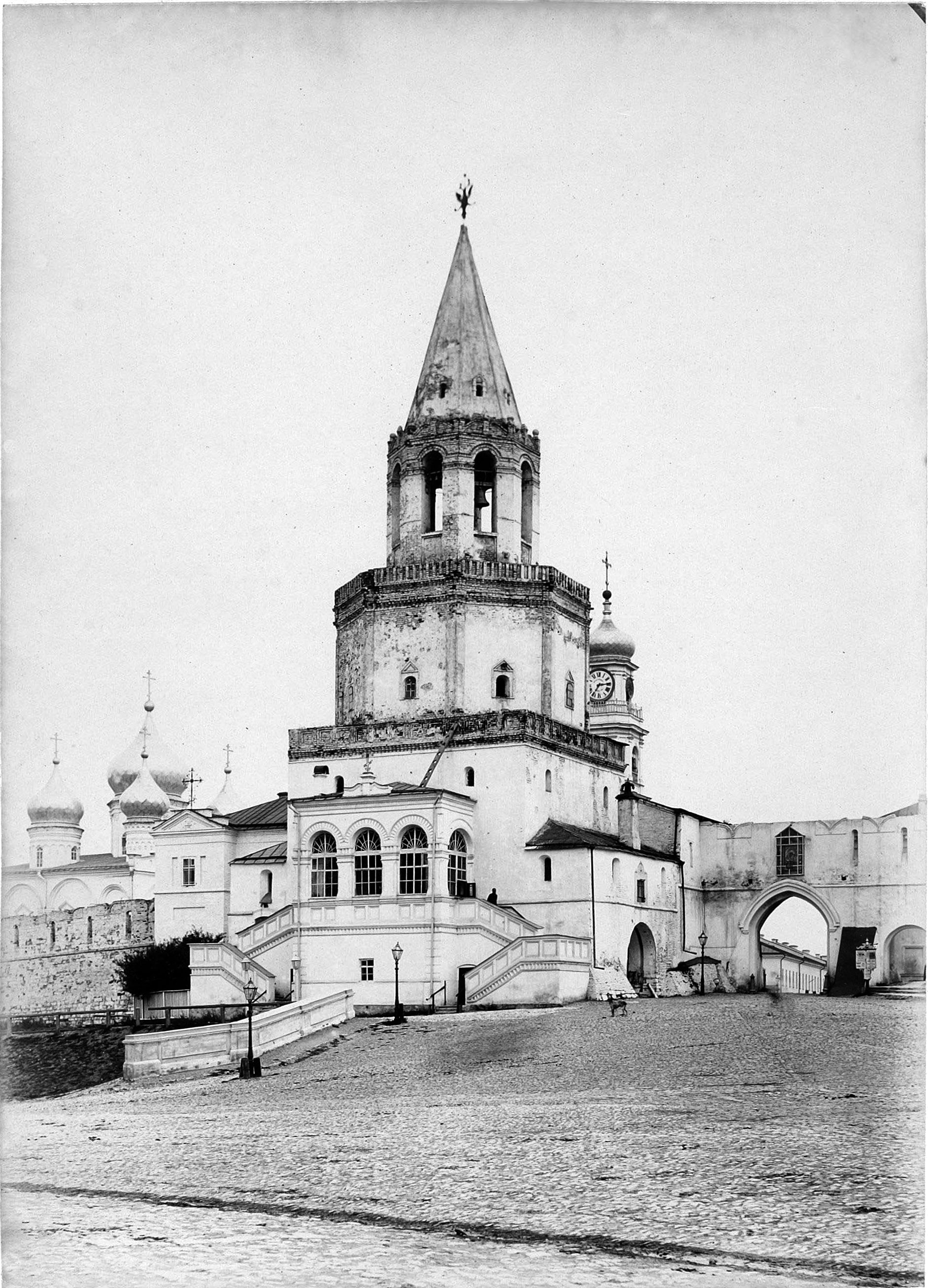
Спасская башня, часовня. 1890

После завершения строительства стен и башен псковскими зодчими, в кремле было 13 башен, из которых 5 — проездных, 7 круглых и 1 пятигранная в плане. Из-за ветхости в XIX веке были разобраны Северная, Восточная, Пятигранная и одна безымянная западная башня.
При реконструкции в первой половине XVIII века Спасская и Тайницкая башни были надстроены дополнительными кирпичными ярусами, кирпичные завершения приобрели также Преображенская, Консисторская и вторая безымянная Западная башни. В XIX веке Дмитровская башня была разобрана, на её месте появилась проездная арка, а Воскресенская башня утратила надвратную церковь. В конце 1920-х в Спасской башне был сделан сквозной проезд (ранее въезд был через боковые ворота в стене).
Прясла между башнями первоначально завершались прямыми зубцами, крытыми тёсаной кровлей, а к 17-18 векам приобрели вид боевой стены с арочными украшениями — «ласточкиными хвостами» на её фасаде. Кладка стен и башен была выполнена на известковом растворе.
Далее перечислены кремлёвские башни по часовой стрелке.
| Изображение | Описание |
| ----------- | --- |
|             | Спасская башня. Построена во второй половине XVI века псковскими зодчими Иваном Ширяем и Постником Яковлевым. С внутренней, северной стороны крепости к Спасской башне примыкала одноимённая надвратная церковь, которая к настоящему моменту стала одним целым с башней. Её типично псковский по архитектурным элементам фасад обращен на главную улицу кремля. В конце XVII века вместо 3 яруса башня была надстроена двумя кирпичными 8-гранными ярусами с кирпичным же шатром, получив свой нынешний, привычный казанцам облик. Перед башней до середины XIX века был ров с каменным мостом. В 1905 году внешняя военная часовня (при надвратной церковью во имя Спаса Нерукотворного) была перестроена; она была уничтожена советской властью в конце 1920-х для сквозного проезда через башню. До 1917 года башню венчал двуглавый герб Российского государства, в верхнем ярусе в XVIII веке были установлены часы «со звоном» и ещё ранее перенесен из небольшой звонницы (ныне утраченной, находившейся на прясле стены по левую сторону башни) большой набатный колокол. |
|             | Юго-Западная башня построена одновременно со Спасской псковскими мастерами и является классическим образцом псковского стиля оборонительных сооружений. |
|             | Преображенская башня. Название башня получила от Спасо-Преображенского монастыря кремля, который она огораживала с северо-запада. Несмотря на то, что Преображенская башня также построена псковскими зодчими Постником и Бармой, возможно, она была значительно перестроена позднее, так как имеет сильные следы архитектурного влияния московского оборонительного зодчества. Территория от Преображенской башни до проездной Спасской была добавлена к старой ханской крепости псковскими мастерами. |
|             | Многогранная (Пятигранная) башня также построена псковскими зодчими. Рухнула в конце XVIII в.; сохранился остов, на котором была оборудована смотровая площадка. |
|             | Безымянная круглая башня — кирпичной постройки, возведена, предположительно, московскими зодчими в XVII веке. |
|             | Северо-Западная башня снесена в начале XX века. Сохранился остов. |
|             | Тайницкая башня — возведена в настоящем виде в 1550-е годы Постником Яковлевым, получила название по потаённому источнику, из которого можно было брать воду во время осады (подобные «тайные» источники были у Водовзводной, угловой Арсенальной и Москворецкой (Беклемишевской) башен Московского кремля). Въезд в башню выполнен в форме «колена», что увеличивало обороноспособность кремля. На месте Тайницкой башни во времена ханства находилась башня Нур Али (в русской транскрипции — Муралеева). Именно через Муралееву башню 22-летний царь Иван Грозный въехал в покорённый город. |
|             | Северная круглая башня. Сохранился остов. Построена московскими зодчими в XVII веке. Разобрана после пугачёвской осады Казани. |
|             | Воскресенская башня построена в кирпиче, предположительно (по стилистическим критериям), московскими зодчими в 1670-е годы. Проездная, имеет квадратную форму. |
|             | Северо-восточная круглая башня разобрана после пугачёвского штурма. |
|             | Дмитриевская проездная башня разобрана после пугачёвского штурма. Название получила от стоявшей рядом с ней церкви в честь святого великомученика Димитрия Солунского. От этой башни начинался путь на Арскую дорогу. |
|             | Консисторская башня построена в кирпиче московскими зодчими в XVII веке, название своё получила в XVIII веке от находившейся рядом с башней в кремле Духовной консистории. На башню можно подняться и пройтись по пряслу стены — в сторону Юго-Восточной башни. Рядом с башней археологическими раскопками выявлен т. н. «тезицкий» (тезик с араб. — «купец») ров, шедший от Консисторской башни к Преображенской; известный археолог Н. Калинин и ряд учёных считали тезицкий ров южной границей ханской крепости. |
|             | Юго-Восточная круглая башня — яркий образец псковского зодчества XVI-го века. |

### Мечеть Кул-Шариф

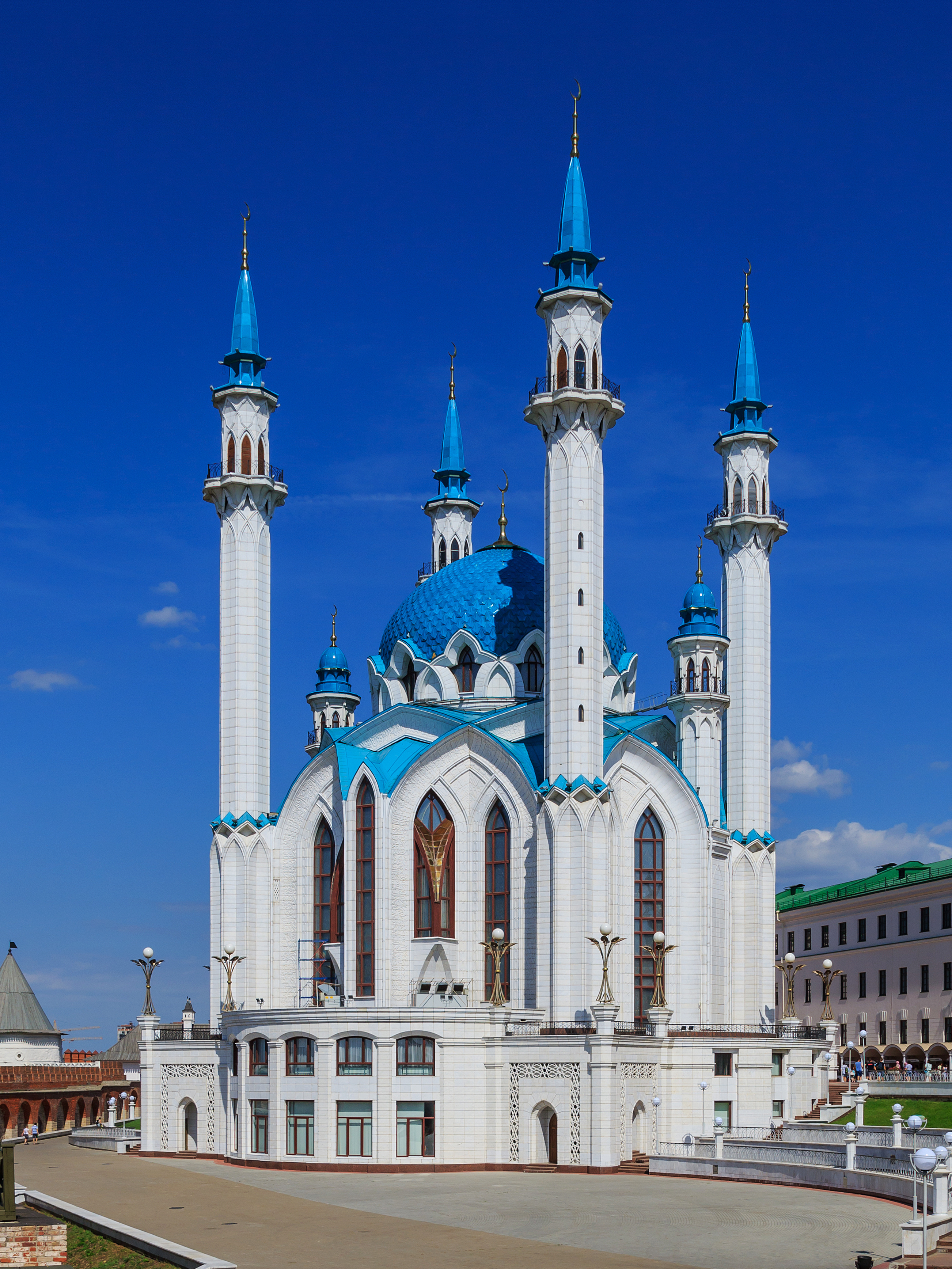
Мечеть Кул-Шариф

Мечеть Кул Шариф — главная джума-мечеть Республики Татарстан и Казани (с 2005 года); расположена на территории Казанского кремля.
Строительство здания мечети было начато в 1996 году как воссоздание легендарной многоминаретной мечети столицы Казанского ханства, центра религиозного просвещения и развития наук Среднего Поволжья XVI столетия. Мечеть была разрушена в октябре 1552 года во время штурма Казани войсками Ивана Грозного. Названа в честь её последнего имама сеида Кул-Шарифа, одного из предводителей обороны Казани.
Купол высотой 36 м декорирован формами, ассоциирующимися с образом и декоративными деталями «Казанской шапки». Высота каждого из четырёх основных минаретов 58 метров. Архитектурно-художественное решение внешнего облика мечети достигнуто благодаря разработке смысловых элементов, сближающих архитектуру мечети с местными традициями. Сооружена из белого мрамора и гранита, купол и минареты бирюзового цвета.

### Благовещенский собор

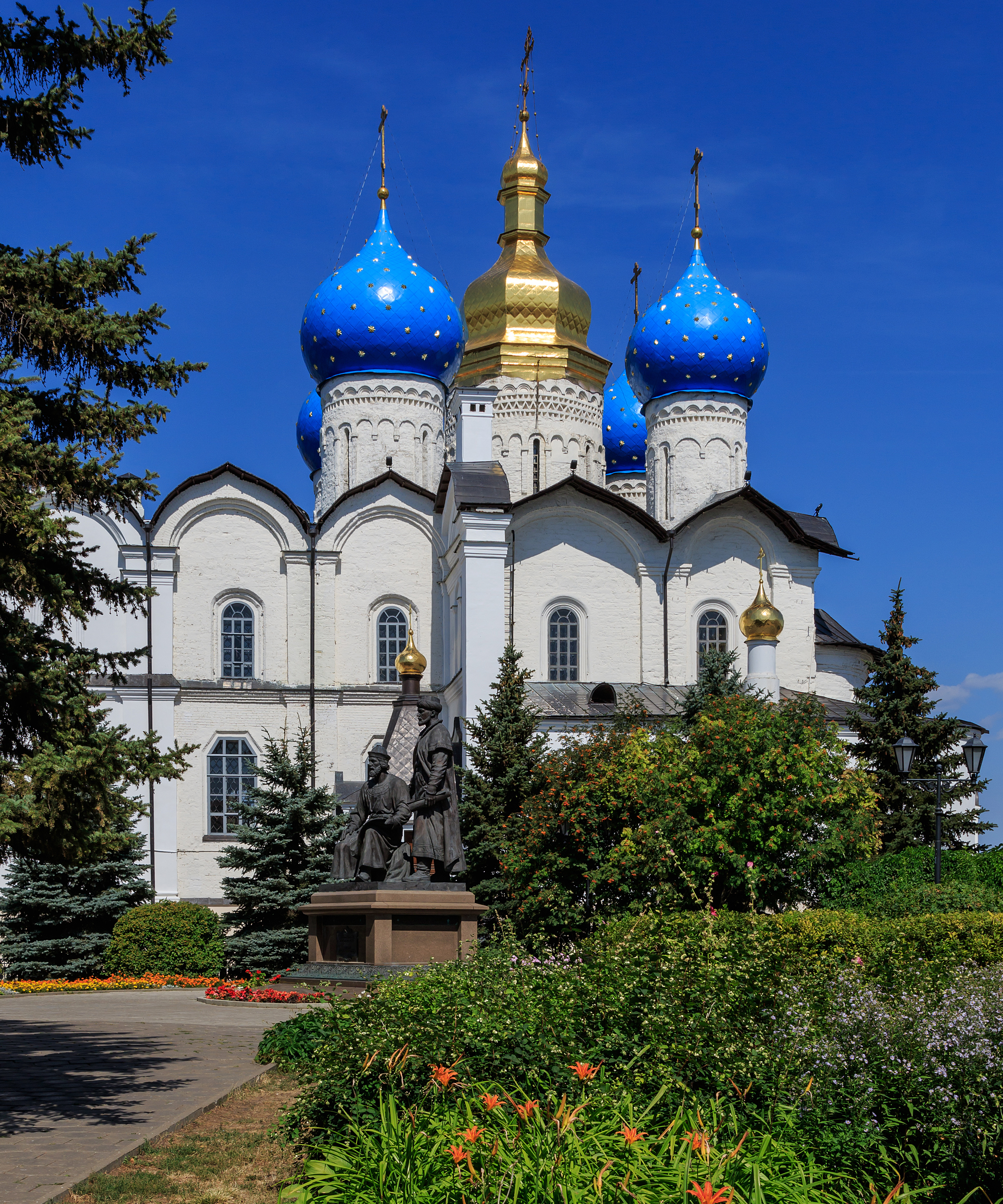
Благовещенский собор

Построен в XVI веке псковскими зодчими Иваном Ширяем и Постником Яковлевым. Белокаменный крестовокупольный в плане собор первоначально был почти в два раза меньше современного храма, расширившегося в результате нескольких реконструкций. Свод покоится на 6 круглых, как в Успенском соборе Московского кремля столпах. Купола собора в XVI веке имели шлемовидную форму. В конце XVI века к зданию были пристроены боковые приделы: северный во имя св. Петра и Февронии муромских и южный во имя св. князей Бориса и Глеба, соединённых папертью, которая огибала центральный кубовидный объём собора.
В XVIII и XIX веках ряд переделок радикально изменил облик собора, в особенности вид с западной стороны. В 1736 году шлемовидные купола были заменены на луковичные, а центральный купол получил завершение в виде так называемой «бани» в стиле украинского барокко. Рядом с собором стояла церковь Рождества Христова, построенная в 1694 году при митрополите Казанском Маркелле. К 1821 году Христорождественская церковь сильно обветшала и техническая комиссия предложила на её месте построить новое тёплое здание. Император Николай I, посетивший Казань в 1836 году, предложил на месте Рождественской церкви выстроить новую тёплую трапезную Благовещенского собора, тем самым расширив собор на запад. По проекту казанского губернского архитектора (1834—1844) Фомы Петонди (1794—1874) собор был расширен на запад, север и юг, для чего были снесены одноэтажная трапезная и старое крыльцо XVIII века. Эта реконструкция сделала собор более удобным для молитвы, однако сильно изменила его первоначально гармоничный облик. С тех пор экстерьер собора не изменялся, если не считать разрушения построенного по проекту Петонди крыльца собора, снесенного после революции, и уничтоженной в 1928 году великолепной 5-ярусной колокольни XVII века, хранившей самый большой колокол дореволюционной Казани. Вес его составлял 1500 пудов (около 24 570 кг).

### Башня Сююмбике

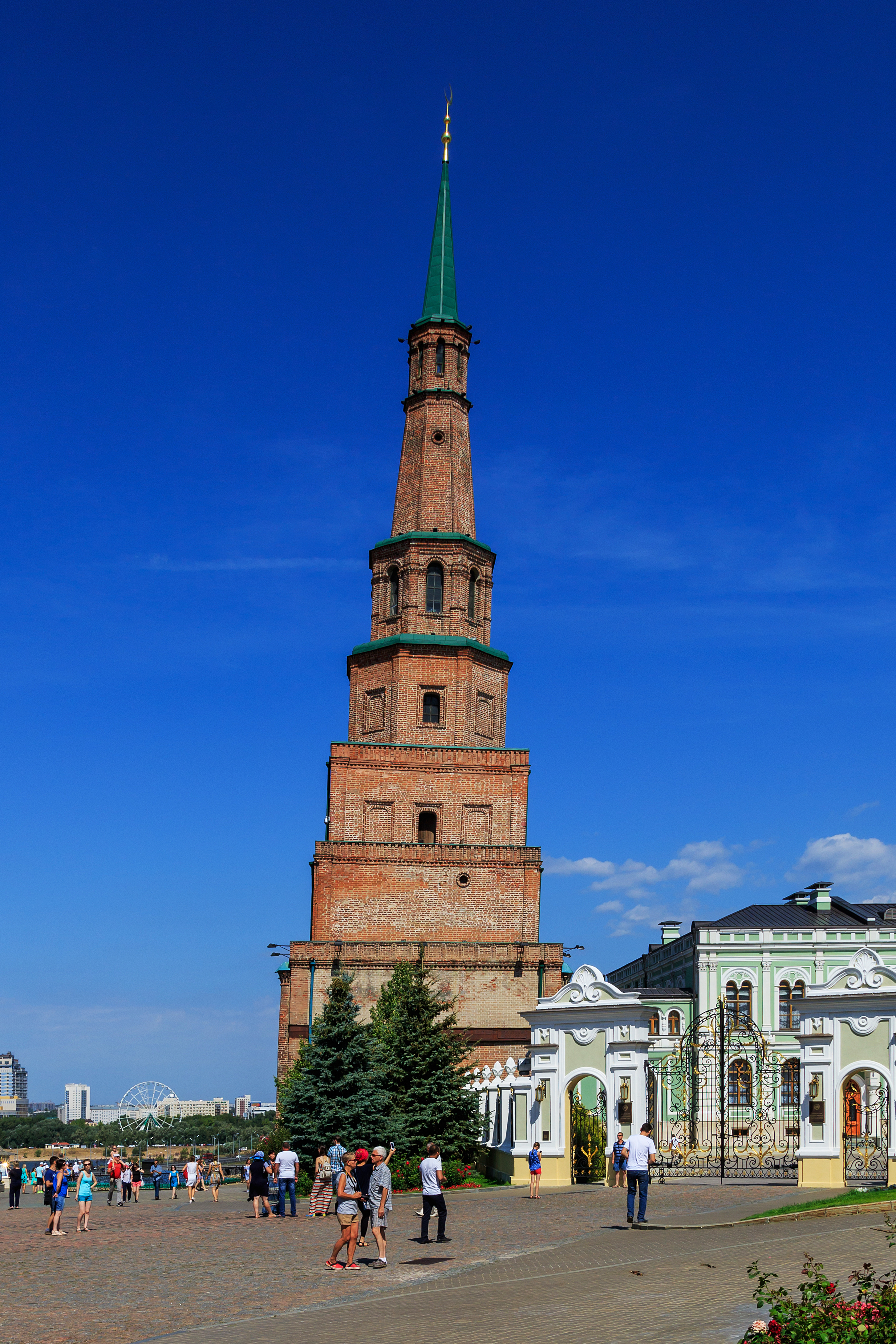
Башня Сююмбике

В датировке постройки башни учёные расходятся. В авторитетном труде «Казань в памятниках истории и культуры. Под ред. С. С. Айдарова, А. Х. Халикова, М. Х. Хасанова, И. Н. Алеева» башня ориентировочно датируется 1645—1650 годами. Сторонники гипотезы возникновения башни после 1552 года в качестве дозорной указывают на сходство башни Сююмбике с Боровицкой башней Московского кремля. Известный казанский краевед, профессор Казанского Императорского университета Н. П. Загоскин в XIX веке считал вопрос с датировкой башни открытым и склонялся к версии её возникновения в ханский период. Возможно, башня была построена в период правления хана Шах-Али, установившего добрые отношения с московским князем. Высказываются предположения, что для постройки башни московский князь мог прислать в Казань мастеров, строивших Московский кремль, что и могло в итоге сказаться на её сходстве с Боровицкой башней.
Башня состоит из 7 ярусов: первые три яруса в плане квадратные и имеют открытые галереи-гульбища, остальные четыре — восьмиугольные. Башню завершает 6-гранный кирпичный шатер (высота 58 метров или 34 сажени 6 футов), который до 1917 года был увенчан двуглавым орлом, покоившемся на золочёном «яблоке» (согласно преданиям казанских татар, в шаре были заключены важные документы, связанные с историей и культурой татар). Грани всех ярусов украшены лопатками или тонкими кирпичными валиками. В нижнем ярусе башни — сквозной проезд. На западном и восточном фасадах пилоны нижнего яруса имеют по 2 приставные колонны коринфского ордера, пересеченные посередине высоты «типично русскими горизонтальными валиками». Стены кирпичные, раствор известковый, фундамент покоится на дубовых сваях. С 1917 до 1930-х — российский герб заменили полумесяцем, в 1930-х полумесяц убрали, в 1990-х полумесяц вновь водрузили на башне.
Башня занесена в список сорока падающих башен мира. Её отклонение от вертикали составляет 2 метра. Отклонение произошло по причине проседания фундамента в одной части. На сегодняшний день падение башни остановлено.

### Губернаторский дворец

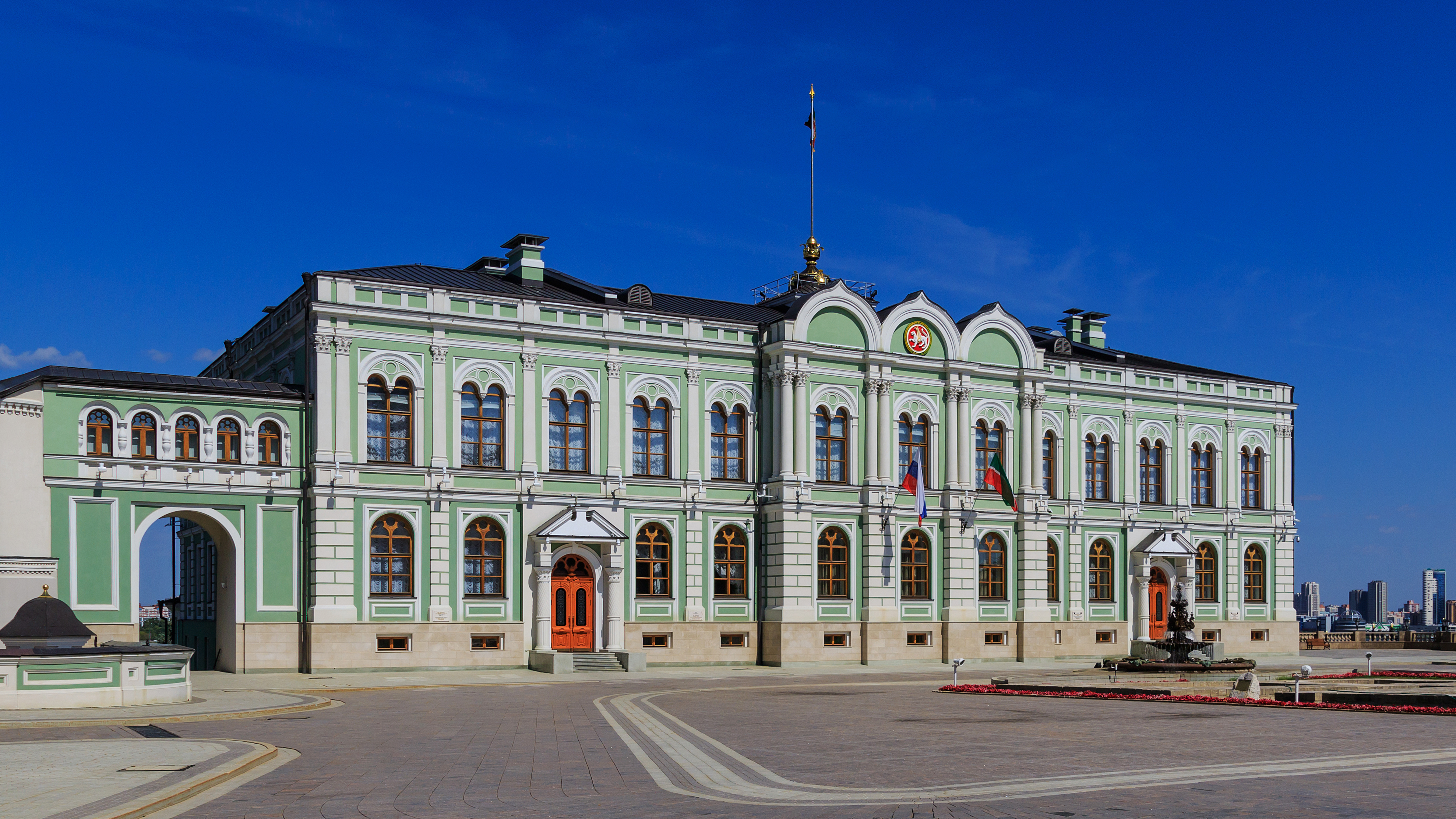
Губернаторский дворец

Дворец казанского губернатора расположен в северной части кремля, на том месте, где в древности находился дворец казанских ханов, а в XVIII веке — обер-комендантский дом.
Здание построено в 40-е гг. XIX века в т. н. псевдовизантийском стиле. Проект «дома военного губернатора с помещениями для императорских квартир» составил известный московский архитектор К. А. Тон, автор проекта Большого Кремлёвского дворца и Храма Христа Спасителя в Москве.
Изначально согласно использованию назывался Губернаторским дворцом. В советский период в здании находился Президиум Верховного совета и Совета Министров Татарской АССР. В настоящее время является резиденцией Главы Республики Татарстан.
Дворец состоит из главного корпуса и примыкающей со двора циркумференции служб. Постройкой дворца руководил направленный из Петербурга архитектор А. И. Песке, отстраивавший Казань после городского пожара 1842 года. Отделка интерьеров проходила под руководством архитектора М. П. Коринфского, одного из архитекторов комплекса «Казанского императорского университета».
Центр главного фасада — ризалит, завершенный фронтом с тремя килевидными арками, возможно, схожими с архитектурой ханского дворца. Здание имеет два крыльца на 2-х ордерных колоннах с арочными дверными проемами. Первый и второй этажи разбиваются рядом ордерных пилястр и арочных оконных проемов. Фасад в плане представляет полукруг и имеет проезд во внутренний дворик дворца. В эклектическом декоре здания сочетаются элементы русского классицизма (членение коринфским ордером, рустовка 1 этажа, общая симметрия), барокко (раскреповка антаблемента над пучками колонн главного ризалита, характер фронтонов портиков) и древнерусского зодчества (висячие гирьки спаренных арок окон 2 этажа, килевидные закомары центрального ризалита, характер фигурных опор арочного подвесного перехода в Дворцовую церковь).
Перед дворцом находится площадь с многоярусным фонтаном с фигурой символа Казани Зиланта. Площадь имеет ограду и охрану, свободного доступа на неё нет.

### Дворцовая (Введенская) церковь

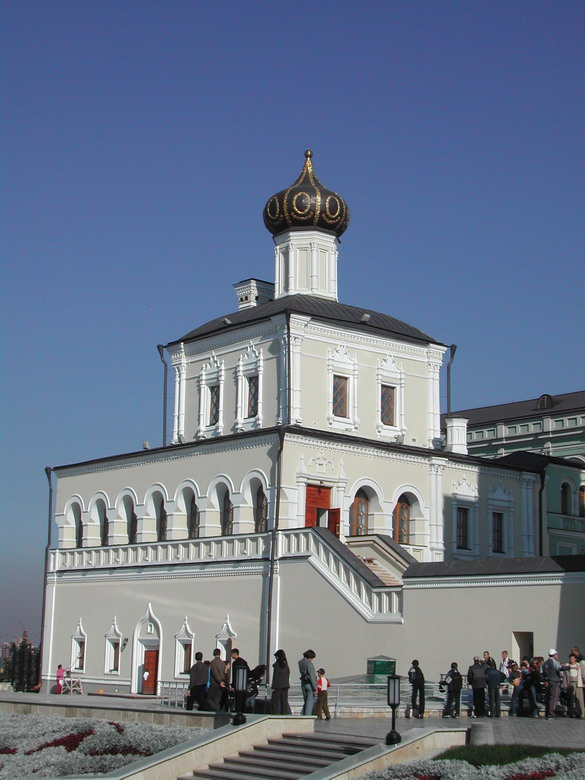
Дворцовая (Введенская, с 1859 — Духосошественская) церковь

В авторитетном труде «Казань в памятниках истории и культуры. Под ред. С. С. Айдарова, А. Х. Халикова, М. Х. Хасанова, И. Н. Алеева» авторы склоняются к версии, что Дворцовая церковь «поставлена на месте, где в период Казанского ханства стояла мечеть Нур-Али», однако эта версия опирается на поздние источники (экспликации к плану города 1768 года, где храм указан как «церковь, обращённая из мечети») и является одной из гипотез истории Введенской (освящённой в XIX веке в честь Сошествия св. Духа) церкви.
Введенская церковь была сильно повреждена пожаром 1815 года и долго простояла в руинах. По приказу Николая I, посетившего Казань в 1836 году, церковь была восстановлена по «высочайше» утверждённому в 1852 году проекту как дворцовая при Губернаторском дворце. В 1859 году церковь была освящена в честь Сошествия Святого Духа. Новый храм точно воспроизводил конструктивную схему и стилистические особенности прежней Введенской церкви, архитектурными аналогами которой в Казани можно считать разрушенные Введенский собор Кизического монастыря и Воскресенский собор Новоиерусалимского монастыря («Архиерейской дачи»), также имевшие крытые арочные галереи и ступенчатую схему объёмов. Сама дворцовая церковь во имя Сошествия Святого Духа с приделом святой мученицы царицы Александры занимала только второй этаж; на первом этаже размещался придел во имя Николая Чудотворца, храмовая икона в который была пожертвована в середине XIX века Анной Давыдовной Боратынской.
Иконы и храмовая утварь написаны и созданы в XIX веке, но не сохранились, так как в 1918 году церковь была разграблена. В советский период здание выполняло функции столовой, внутреннее оформление было утрачено.
В 2002 году церковь была отреставрирована.
Ступенчатая структура церкви, состоящая из двух четвериков и восьмигранного барабана, созвучна ступенчатой архитектуре башни Сююмбике, превосходя дозорную башню по богатству убранства декора. Ныне здесь находится Музей истории государственности татарского народа и Республики Татарстан.
В 2023 году Дворцовая церковь и башня Сююмбике были помещены на обновлённую 1000-рублёвую банкноту, посвящённую Приволжскому федеральному округу. Однако из-за того, что на изображённой церкви отсутствует православный крест, новый дизайн вызвал общественный резонанс и был отправлен на доработку.

### Спасо-Преображенский монастырь

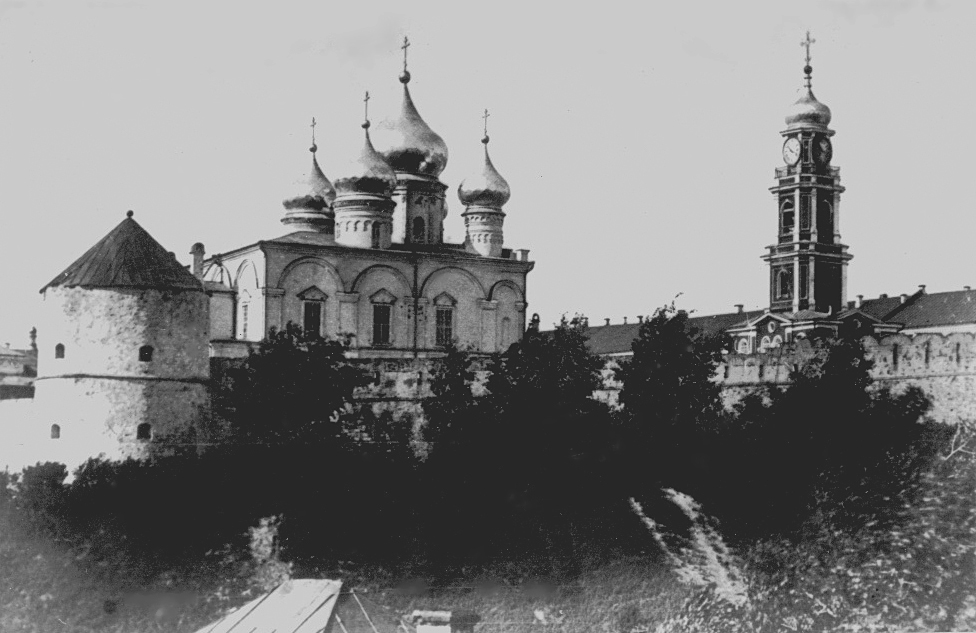
Преображенский собор и колокольня Спасского монастыря в начале XX в.

Основан в XVI веке святым Варсонофием. В период Казанского ханства на территории, находившейся в то время за стенами крепости, на месте, где в настоящее время находятся руины музеефицированного комплекса Спасского монастыря, располагалось кладбище. Эта территория продолжала служить некрополем и в последующие столетия: «на старинном монастырском некрополе в течение XV—XX веков упокоилось не менее тысячи человек (в том числе и захоронения периода Казанского ханства). Так что оно и многослойно (до 6—8 уровней), и многонационально».
Сохранились братский корпус в северной части монастыря; кирпичная ограда с восточной стороны монастыря, реконструированная в формах XIX века церковь Николы Ратного (служившая чайной в расположенной в советское время здесь военной части); подклет взорванного в 1930-х годах Преображенского собора; фундамент разрушенной после 1917 года монастырской колокольни с церковью святой Варвары в нижнем ярусе, фундамент церкви во имя святых Киприана и Иустинии.

### Здание присутственных мест (губернской канцелярии)

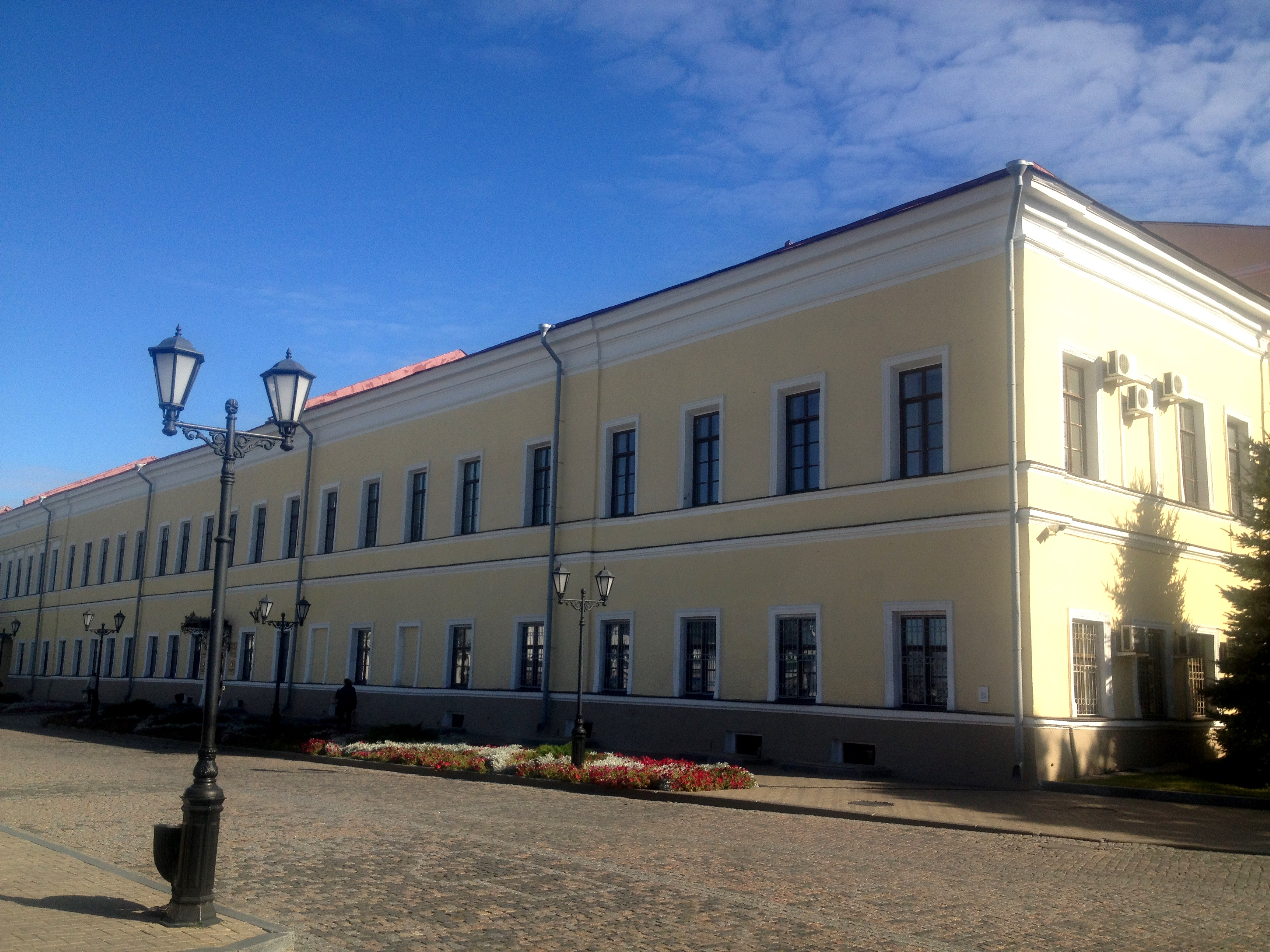
Здание присутственных мест

2-этажное здание губернаторского правления — присутственных мест — расположено по правую сторону главной кремлёвской улицы и Спасской башни. Проект составлен В. И. Кафтыревым, который был в 1767 году направлен сенатом в Казань для детализации генерального плана города, разработанного комиссией Санкт-Петербурга и Москвы после большого пожара в Казани в 1765 году. Главным был второй этаж, куда высшие чиновники и важные посетители поднимались по парадной лестнице, и где располагался зал «аудиэнции» перед «судебной палатой» — центральный зал с 4 окнами. К ней примыкали «секретная» и «секретарская», в остальных комнатах сидели «приказные служители». Здание имеет подвальный этаж со сводчатыми помещениями. Для проезда в протяженный двор между зданием присутственных мест и восточным пряслом кремлёвской стены, здание имеет два сквозных проезда, делящих здание на 3 секции. С северной стороны к зданию примыкает здание бывшей Консистории.

### Комплекс Пушечного двора

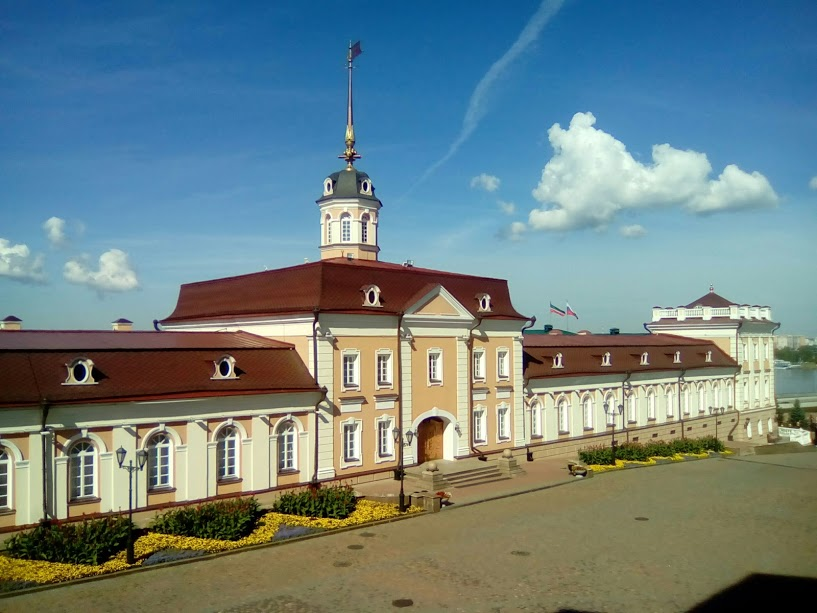
Пушечный двор

Ансамбль Пушечного двора состоит из четырёх корпусов. Здесь располагался один из крупнейших в России артиллерийских дворов по изготовлению и ремонту артиллерийских орудий. Казанский Арсенал внёс свой вклад в победу русского оружия в войне 1812 года. После пожара 1815 года артиллерийское производство пошло на спад, а в 1850 году Казанский Арсенал прекратил своё существование. В 1998 году здесь обнаружили литейную яму конца XVII века, которую открыли для посетителей после реставрационных работ в 2017 году. Сейчас она находится на территории Музея Пушечного двора, который был открыт в 2013 году. Также в составе комплекса Пушечного двора находится Музей оружия «Дух воина».

### Консисторский дворец

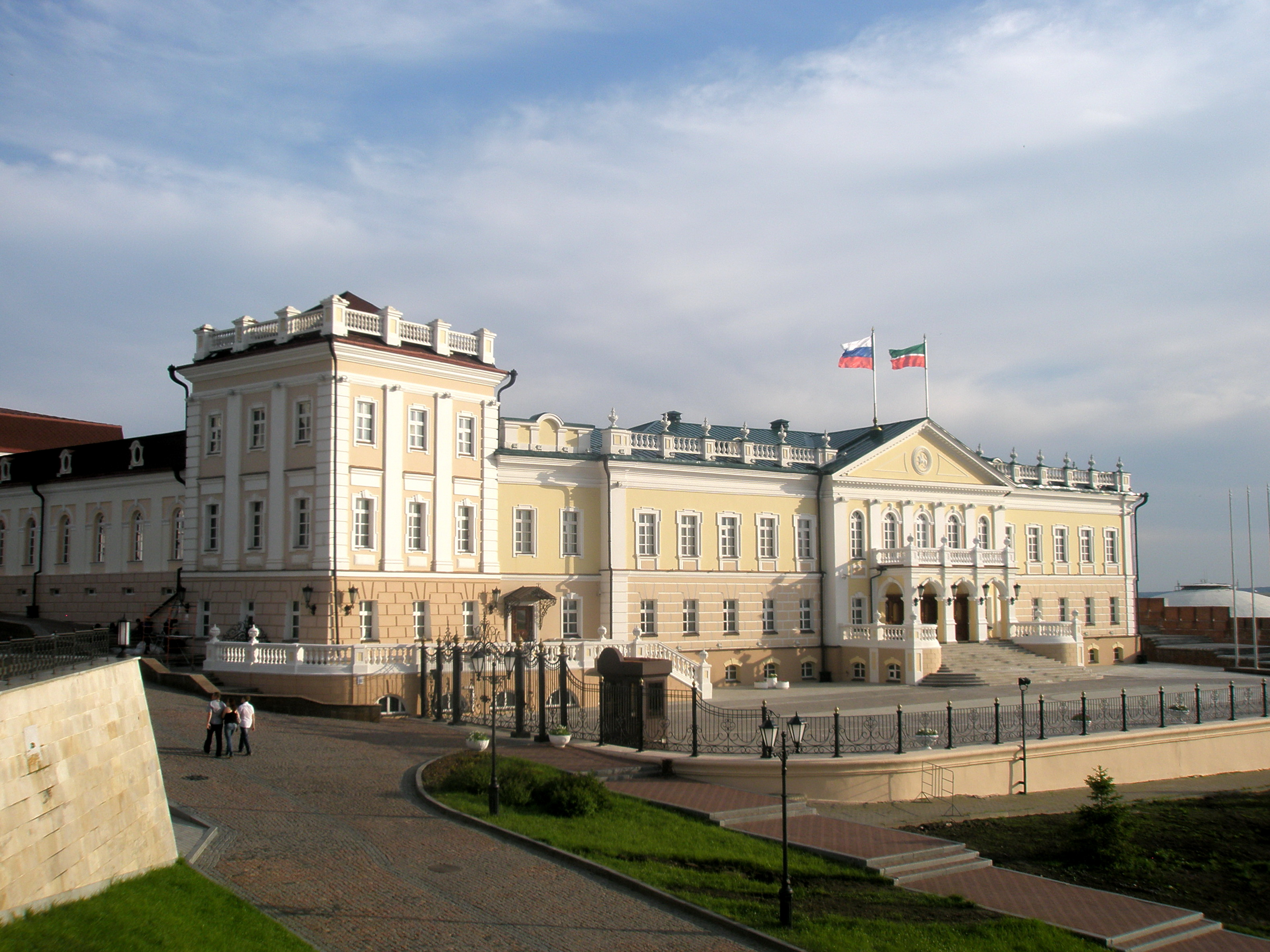
Консисторский дворец

Консисторский дворец является северным корпусом Пушечного двора, имеет парадный вход не изнутри его, а с северного внутреннего склона. Здание духовного ведомства в XIX веке. В советское время в здании размещалось Министерство здравоохранения ТАССР. В настоящее время канцелярия и аппарат Главы Татарстана.

### Архиерейский дом
С учреждения Казанской епархии в 1555 году вплоть до революции 1917 года резиденция православных епископов, управлявших Казанской епархией (совпадавшей по территории с Казанской губернией и ранее с «Казанским царством») находилась в Казанском кремле. Архиерейский дом представляет собой типовое административное здание XIX века. Центральные и боковые ризалиты обращены к восточной стене.
После пугачёвской осады кремля и пожаров архиерейский дом долгие годы был непригоден для проживания и нуждался в серьёзной реставрации. По указанию императора Николая I, посетившего Казань в 1836 году, были выделены средства для восстановления Архиерейского дома, и уже в 1841 году архиепископ Казанский и Свияжский Владимир (Ужинский) переехал из загородной резиденции казанских архиереев — Воскресенского Новоиерусалимского монастыря — в кремль.

### Юнкерское училище

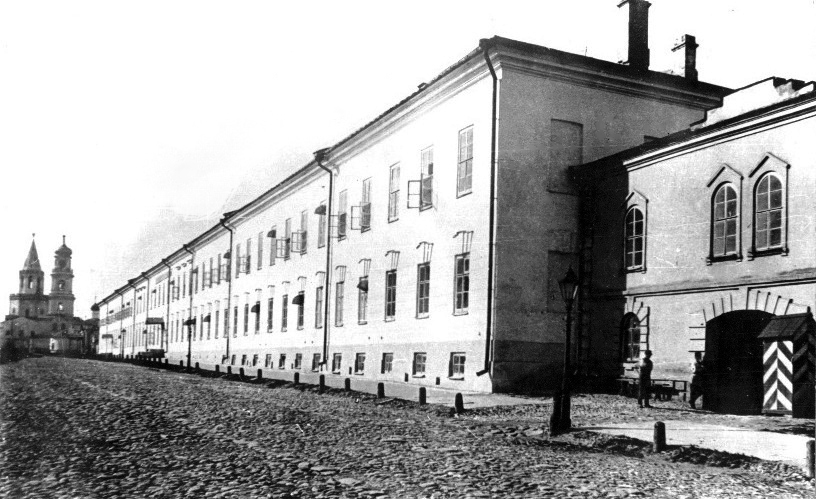
Юнкерское училище в XIX в.

По левой стороне главной кремлёвской улицы располагается здание, построенное в середине 19 века для юнкерского училища на месте, где до упразднения в 18 веке находился Троицкий монастырь (основан в 16 веке), а позднее в XVIII—XIX веках — арсенал и артиллерийский двор, где в 1812-15 гг. находился один из крупнейших в России пушечных заводов, изготовлялись новые пушки и части к ним, и ремонтировались повреждённые, привозимые из армии.
Здание построено архитектором П. Г. Пятницким (архитектором зданий Казанского университета) «в стиле позднего русского классицизма», на что указывает ясная симметрическая планировка, высокие светлые учебные помещения по сторонам центрального коридора, строгий экстерьер здания и элементы отделки фасада: профилированные наличники и рустовка по первому этажу. Главный вход акцентирован навесным металлическим фронтоном.
В этом здании находятся Музей естественной истории РТ, Национальная картинная галерея «Хазинэ», филиал Государственного Музея Эрмитаж (г. Санкт-Петербург) и музей-мемориал Великой Отечественной войны 1941—1945 гг.

### Манеж
Строевой манеж для проведения учений Казанского военного училища построен в 1880-е по проекту 1881 г., выполненному в Петербурге. Инженерное решение кровли здания позволило перекрыть значительную площадь (18 х 56 метров) однопролётными стропильными конструкциями. После проведенной в 2003—2006 гг. реставрации в здании предполагается устроить хранилище и читальный зал Музея древних книг и рукописей.

### Здание гауптвахты
Находится в юго-восточном углу, справа от главного въезда Спасской башни. Здание построено в 19 веке на месте, где с 18 века находился каменный цейхгауз — склад военного имущества при губернской канцелярии, стоявшей рядом. Архитектура здания предельно аскетична.

## Утраченные храмы Казанского кремля
- Шестистолпный 5-главый собор Спасо-Преображенского монастыря (1596—1601; взорван в 1930-х годах);
- Пятиярусная колокольня Благовещенского собора (XVII век, уничтожена в 1928 году);
- Церковь святых Киприана и Иустинии, первая церковь Казани (1595, снесена в 1932);
- Колокольня с церковью св. Варвары в нижнем ярусе (уничтожена после 1917 года).

Помимо упомянутых выше храмов и надвратных церквей Спаса и Воскресения, с XVI века на территории кремля действовали церкви Сошествия Святого Духа (Гарнизонная), Дмитрия Солунского и Троицкая (Сергиевская).

## Археологические исследования Казанского кремля
Начало археологическим изысканиям положили в XIX веке казанские краеведы профессор Казанского университета Николай Загоскин и Павел Пономарёв, исследовавшие котлован на месте строившегося корпуса юнкерского училища. Значительные археологические раскопки были проведены в 1920-х годах Н. Ф. Калининым и Н. А. Башкировым. Систематические исследования, ведущиеся с 1971 года под руководством Л. С. Шавохина и Альфреда Халикова позволили определить стратиграфию культурных отложений.
В 1990-х годах был проведён ряд археологических исследований, в частности, не подтвердивших версию, что Благовещенский собор был построен на месте главной мечети ханства: каких-либо фундаментов построек периода Казанского ханства под собором выявлено не было.

## Организации, действующие в Казанском кремле
- Администрация Раиса Татарстана
- Музей исламской культуры

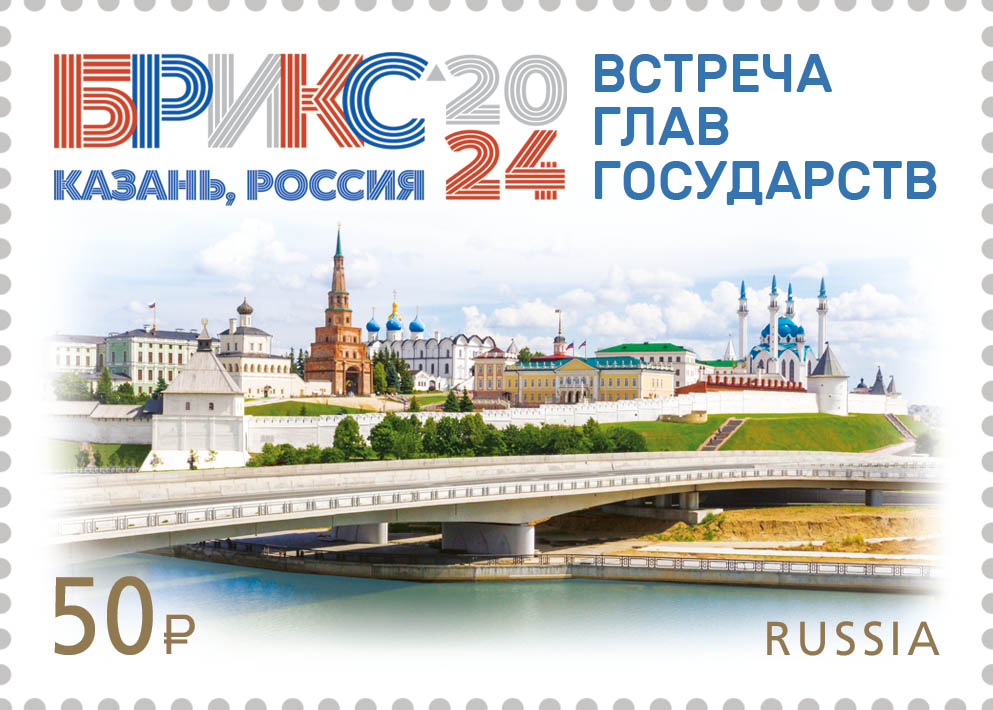
Казанский кремль на почтовой марке России, посвящённой XVI саммиту БРИКС в Казани

- Музей истории Благовещенского собора
- Музей Спасской башни
- Музей Пушечного двора
- Музей естественной истории Татарстана
- Музей истории государственности Республики Татарстан и татарского народа
- Центр «Эрмитаж-Казань» — филиал Государственного Эрмитажа
- Выставочный зал «Манеж»
- Выставочные залы Присутственных мест
- Национальная картинная галерея «Хазине»
- Мемориал Великой Отечественной войны